# Maskpalmmård
Maskpalmmård (Paguma larvata) är ett rovdjur i familjen viverrider som lever endast i Syd- och Sydöstasien. Maskpalmmården beskrevs av C.E.H. Smith år 1827.
Betydelsen för den del av det vetenskapliga namnet som syftar på släktet är oklart. Kanske är ordet Paguma påhittat. Artepitet är bildat av det latinska ordet larva (ansiktsmask).

## Kännetecken
Maskpalmmården liknar i sitt utseende en sibetkatt. Pälsen på bålen har en orangebrun till grå färg och har inga fläckar eller strimmor, som är vanliga hos flera andra viverrider. Endast fötterna och svansens spets kan vara mörkare till svartaktiga. Kännetecknande är svart-vita mönster i ansiktet som liknar en mask. En vit strimma som är flankerad av två svarta strimmor sträcker sig från pannan till nosens spets. Ofta finns vita fläckar kring ögonen eller på kinden. Kroppslängden ligger mellan 51 och 76 cm och därtill kommer en 51 till 63 cm lång svans. Vikten ligger mellan 3,6 och 5 kg.

## Utbredning och habitat
Arten vistas i tropiska regnskogar eller i tempererade lövskogar. Utbredningsområdet sträcker sig från nordvästra Indien över centrala och södra Kina till Sydostasien. Maskpalmmården förekommer även på flera öar som Borneo, Sumatra, Taiwan samt på Andamanerna och Nikobarerna. Arten introducerades dessutom i början av 1900-talet på Japan. I bergstrakter förekommer den upp till 2 500 meter över havet.

## Levnadssätt
Individerna lever främst ensamma och är aktiva på natten. På dagen vilar de på trädet gömd bland täta lövansamlingar. I beteendet påminner djuret lite om skunkar, den påfallande ansiktsmasken kan avskräcka fiender och arten producerar en illaluktande vätska i sina analkörtlar som fungerar som varningssignal.
Maskpalmmården är allätare men livnär sig främst på frukter. Den fångar även små ryggradsdjur som ekorrar, möss och fåglar och äter dessutom insekter.
Honan kan para sig två gånger per år och per kull föds en till fyra ungar. Ungdjuren är efter ungefär tre månader full utvecklade. Annars är lite känt om fortplantningssättet. Individer i fångenskap blir oftast upp till 15 år gamla och den äldsta kända individen blev 20 år.

## Hot
Arten hotas huvudsakligen av habitatförlust. På grund av det stora utbredningsområde listas den av IUCN som livskraftig.

## Maskpalmmården och SARS
Maskpalmmården jagas i delar av Kina för köttets skull. Otillräcklig tillagning av köttet utpekades som en grund för utbrottet av sjukdomen SARS. I maj 2003 isolerades viruset i flera maskpalmmårdar från en marknad i den kinesiska staden Guangdong. Bevis för viruset hittades även i andra djur från marknaden, till exempel i en mårdhund, samt i personer som jobbade på marknaden.
2006 hittade forskare från Kinas centrum för smittsjukdomskontroll vid University of Hong Kong och från Guangzhous centrum för smittsjukdomskontroll en genetisk länk mellan den variant av SARS-viruset som finns hos viverrider och den variant som finns hos människor. Resultatet bekräftade antagandet att sjukdomen kan överföras mellan olika arter.
En senare studie visade att den variant som finns hos viverrider är bara en del av virusfamiljen som förekommer hos människor. Därför förmodas att människor fick sjukdomen ursprungligen från fladdermöss och att människor överförde viruset till grisar och viverrider.